# Калиновка (Дмитровская сельская община)
Калиновка (укр. Калинівка) — село в Дмитровской сельской общине Кропивницкого района Кировоградской области Украины.
До 2020 года входило в Знаменский район
Население по переписи 2001 года составляло 68 человек. Почтовый индекс — 27422. Телефонный код — 5233. Занимает площадь 0,479 км². Код КОАТУУ — 3522281505.